# Guido Pizarro (calciatore)
Guido Hernán Pizarro Demestri (Buenos Aires, 26 febbraio 1990) è un allenatore di calcio ed ex calciatore argentino, di ruolo centrocampista, tecnico del Tigres UANL.
In patria è stato soprannominato El Conde in lingua italiana (Il Conte) per via del suo gioco ritenuto elegante.

## Biografia
Il suo bisnonno da parte di madre è originario di un paese in provincia di Catania: questo gli consente di avere il doppio passaporto.

## Caratteristiche tecniche
È un mediano forte fisicamente che fa del temperamento una sua arma importante; la sua predisposizione a difendere lo porta a disturbare le incursioni avversarie cercando di favorire l'inserimento degli attaccanti.

## Carriera

### Club

#### L'esordio al Lanús e il passaggio al Tigres UANL

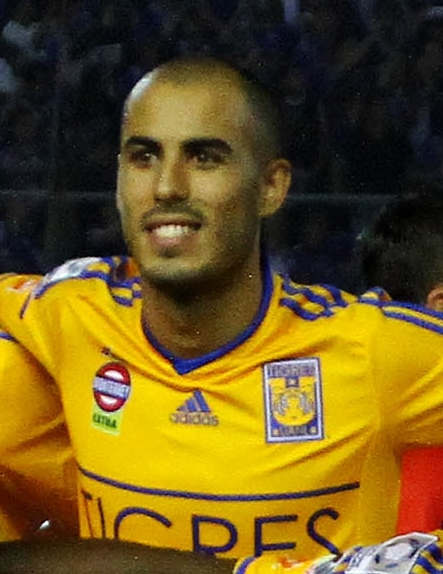
Pizarro con la maglia del Tigres nel 2015.

La sua carriera da calciatore professionista inizia nel 2009 quando viene acquistato dal Lanús per militare in prima squadra. Il 13 dicembre dello stesso anno compie il suo debutto da calciatore professionista nel match contro l'Independiente. Il 20 aprile 2010 mette a segno la sua prima rete ufficiale in carriera nel match contro il Colón.. Totalizza in quattro anni con il Lanús 135 gettoni segnando 8 reti tra tutte le competizioni.
Nell'estate 2013 passa al Tigres, dove rimane per quattro anni totalizzando globalmente con il club messicano 194 presenze andando a segno 6 volte.

#### Siviglia
Il 10 luglio 2017 viene acquistato dal Siviglia per 6 milioni di euro firmando un contratto quadriennale..

### Nazionale
Nel giugno 2016 Pizarro viene inserito nella lista dei preconvocati dal CT. Gerardo Martino per la Copa América Centenario, tuttavia però venendo poi escluso dalla lista finale dei 23 giocatori. Viene nuovamente convocato nel novembre seguente per le partite di qualificazione al mondiale contro Brasile e Colombia senza però mai debuttare.
Il 28 marzo 2017 fa il suo debutto in nazionale giocando da titolare nella partita vinta contro la Bolivia (2-0) valida alla qualificazione al mondiale 2018.

## Statistiche

### Presenze e reti nei club
Statistiche aggiornate al termine della carriera.
| Stagione        | Squadra         | Campionato      | Campionato | Campionato | Coppe nazionali | Coppe nazionali | Coppe nazionali | Coppe continentali | Coppe continentali | Coppe continentali | Altre coppe | Altre coppe | Altre coppe | Totale | Totale |
| Stagione        | Squadra         | Comp            | Pres       | Reti       | Comp            | Pres            | Reti            | Comp               | Pres               | Reti               | Comp        | Pres        | Reti        | Pres   | Reti   |
| --------------- | --------------- | --------------- | ---------- | ---------- | --------------- | --------------- | --------------- | ------------------ | ------------------ | ------------------ | ----------- | ----------- | ----------- | ------ | ------ |
| 2009-2010       | Lanús           | PD              | 21         | 1          | CA              | 0               | 0               | CL                 | 3                  | 0                  | -           | -           | -           | 24     | 1      |
| 2010-2011       | Lanús           | PD              | 36         | 3          | CA              | 0               | 0               | CS                 | 1                  | 0                  | -           | -           | -           | 37     | 3      |
| 2011-2012       | Lanús           | PD              | 31         | 0          | CA              | 1               | 0               | CL                 | 6                  | 0                  | -           | -           | -           | 38     | 0      |
| 2012-2013       | Lanús           | PD              | 34         | 4          | CA              | 2               | 0               | -                  | -                  | -                  | -           | -           | -           | 36     | 4      |
| Totale Lanús    | Totale Lanús    | Totale Lanús    | 122        | 8          |                 | 3               | 0               |                    | 10                 | 0                  |             | -           | -           | 135    | 8      |
| 2013-2014       | Tigres          | PD              | 31         | 2          | CM              | 12              | 1               | -                  | -                  | -                  | -           | -           | -           | 43     | 3      |
| 2014-2015       | Tigres          | PD              | 37         | 1          | CM              | 4               | 0               | CCL                | 12                 | 0                  | MX          | 2           | 0           | 55     | 1      |
| 2015-2016       | Tigres          | PD              | 39         | 1          | CM              | 1               | 0               | CCL                | 6                  | 0                  | -           | -           | -           | 46     | 1      |
| 2016-2017       | Tigres          | PD              | 43         | 1          | CM              | 0               | 0               | CCL                | 7                  | 0                  | -           | -           | -           | 50     | 1      |
| 2017-2018       | Siviglia        | PD              | 24         | 1          | CR              | 5               | 0               | UCL                | 11                 | 1                  | -           | -           | -           | 40     | 2      |
| 2018-2019       | Tigres          | PD              | 38         | 2          | CM              | 3               | 0               | CCL                | 7                  | 0                  | CC+CaC      | 1+1         | 1+0         | 50     | 3      |
| 2019-2020       | Tigres          | PD              | 29         | 1          | CM              | 0               | 0               | CCL                | 6                  | 0                  | LC          | 3           | 1           | 38     | 2      |
| 2020-2021       | Tigres          | PD              | 36         | 1          | -               | -               | -               | -                  | -                  | -                  | CmC         | 3           | 0           | 39     | 1      |
| 2021-2022       | Tigres          | PD              | 33         | 2          | -               | -               | -               | -                  | -                  | -                  | -           | -           | -           | 33     | 2      |
| 2022-2023       | Tigres          | PD              | 42         | 3          | -               | -               | -               | CCL                | 6                  | 0                  | -           | -           | -           | 48     | 3      |
| 2023-2024       | Tigres          | PD              | 34         | 0          | -               | -               | -               | CCC                | 5                  | 0                  | CC+LC+CaC   | 1+4+1       | 0+0+0       | 45     | 0      |
| 2024-mar. 2025  | Tigres          | PD              | 24+2       | 2          | -               | -               | -               | CCC                | 1                  | 0                  | CC+LC       | 1+0         | 0+0         | 28     | 2      |
| Totale Tigres   | Totale Tigres   | Totale Tigres   | 388        | 16         |                 | 20              | 1               |                    | 50                 | 0                  |             | 17          | 2           | 475    | 19     |
| Totale carriera | Totale carriera | Totale carriera | 534        | 25         |                 | 28              | 1               |                    | 71                 | 1                  |             | 17          | 2           | 650    | 29     |

### Cronologia presenze e reti in nazionale
| Cronologia completa delle presenze e delle reti in nazionale ― Argentina | Cronologia completa delle presenze e delle reti in nazionale ― Argentina | Cronologia completa delle presenze e delle reti in nazionale ― Argentina | Cronologia completa delle presenze e delle reti in nazionale ― Argentina | Cronologia completa delle presenze e delle reti in nazionale ― Argentina | Cronologia completa delle presenze e delle reti in nazionale ― Argentina | Cronologia completa delle presenze e delle reti in nazionale ― Argentina | Cronologia completa delle presenze e delle reti in nazionale ― Argentina |
| Data                                                                     | Città                                                                    | In casa                                                                  | Risultato                                                                | Ospiti                                                                   | Competizione                                                             | Reti                                                                     | Note                                                                     |
| ------------------------------------------------------------------------ | ------------------------------------------------------------------------ | ------------------------------------------------------------------------ | ------------------------------------------------------------------------ | ------------------------------------------------------------------------ | ------------------------------------------------------------------------ | ------------------------------------------------------------------------ | ------------------------------------------------------------------------ |
| 28-3-2017                                                                | La Paz                                                                   | Bolivia                                                                  | 2 – 0                                                                    | Argentina                                                                | Qual. Mondiali 2018                                                      | -                                                                        |                                                                          |
| 31-8-2017                                                                | Montevideo                                                               | Uruguay                                                                  | 0 – 0                                                                    | Argentina                                                                | Qual. Mondiali 2018                                                      | -                                                                        |                                                                          |
| 5-9-2017                                                                 | Buenos Aires                                                             | Argentina                                                                | 1 – 1                                                                    | Venezuela                                                                | Qual. Mondiali 2018                                                      | -                                                                        |                                                                          |
| 15-6-2019                                                                | Salvador                                                                 | Argentina                                                                | 0 – 2                                                                    | Colombia                                                                 | Coppa America 2019 - 1º turno                                            | -                                                                        | 67’                                                                      |
| Totale                                                                   |                                                                          | Presenze                                                                 | 4                                                                        |                                                                          | Reti                                                                     | 0                                                                        |                                                                          |

### Statistiche da allenatore
Statistiche aggiornate al 9 marzo 2025.
| Stagione        | Squadra         | Campionato      | Campionato | Campionato | Campionato | Campionato | Coppe nazionali | Coppe nazionali | Coppe nazionali | Coppe nazionali | Coppe nazionali | Coppe continentali | Coppe continentali | Coppe continentali | Coppe continentali | Coppe continentali | Altre coppe | Altre coppe | Altre coppe | Altre coppe | Altre coppe | Totale | Totale | Totale | Totale | % Vittorie | Piazzamento |
| Stagione        | Squadra         | Comp            | G          | V          | N          | P          | Comp            | G               | V               | N               | P               | Comp               | G                  | V                  | N                  | P                  | Comp        | G           | V           | N           | P           | G      | V      | N      | P      | %          | Piazzamento |
| --------------- | --------------- | --------------- | ---------- | ---------- | ---------- | ---------- | --------------- | --------------- | --------------- | --------------- | --------------- | ------------------ | ------------------ | ------------------ | ------------------ | ------------------ | ----------- | ----------- | ----------- | ----------- | ----------- | ------ | ------ | ------ | ------ | ---------- | ----------- |
| mar.-giu. 2025  | Tigres UANL     | PD              | 2          | 2          | 0          | 0          | -               | -               | -               | -               | -               | CCC                | 2                  | 1                  | 1                  | 0                  | LC          | -           | -           | -           | -           | 4      | 3      | 1      | 0      | 75,00      | Sub         |
| Totale carriera | Totale carriera | Totale carriera | 2          | 2          | 0          | 0          |                 | -               | -               | -               | -               |                    | 2                  | 1                  | 1                  | 0                  |             | -           | -           | -           | -           | 4      | 3      | 1      | 0      | 75,00      |             |

## Palmarès

### Club

#### Competizioni nazionali
- Campionato messicano: 3

Tigres: Apertura 2015, Apertura 2016, Clausura 2023
- Campeon de Campeones: 1

Tigres: 2015-2016

#### Competizioni internazionali
- CONCACAF Champions League: 1

Tigres: 2020
- Campeones Cup: 1

Tigres: 2023

### Individuale
- Squadra della stagione della CONCACAF Champions League: 1

2020